# Eino Penttilä

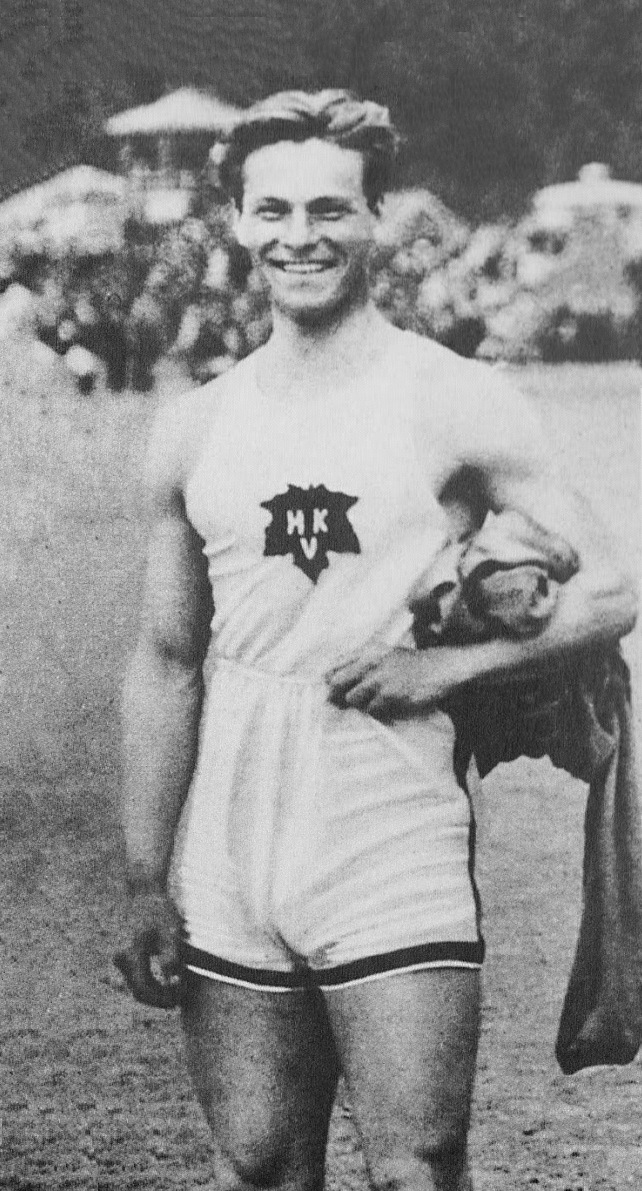
Eino Penttilä

Eino Penttilä (* 27. August 1906 in Joutseno; † 24. November 1982 in Pori) war ein finnischer Speerwerfer, der in den Jahren um 1930 erfolgreich war. Er nahm an zwei Olympischen Spielen teil und gewann eine Bronzemedaille.
Nachdem er am 1. Oktober 1927 in Viipuri 69,88 m geworfen und damit den zwei Jahre alten Weltrekord seines Landsmannes Jonni Myyrä um 1,33 m verbessert hatte, galt er als Favorit für die Olympischen Spiele 1928 in Amsterdam. Dort war er aber offenbar nicht in Bestform und gelangte mit 63,20 m als sechstbester Werfer der Qualifikation gerade noch ins Finale, wo er sich nicht mehr steigern konnte und Bronze um 77 cm verfehlte. Seine Saisonbestleistung von 67,34 m hätte ihm die Goldmedaille eingebracht, die mit der olympischen Rekordweite von 66,60 m an den Schweden Erik Lundqvist ging.
Vier Jahre später in Los Angeles sollte es für Penttilä besser laufen. Als fünftbester Werfer der Qualifikation mit 64,28 m steigerte er sich im Finale auf 68,70 m und gewann die Bronzemedaille hinter zwei Landsleuten – dem überragenden Matti Järvinen (Gold mit 72,71 m) sowie Matti Sippala (Silber mit 69,80 m).
Ein Vergleich der besten Würfe von Penttilä und Sippala zeigt, dass Penttilä gegenüber dem Silbermedaillengewinner der konstantere Werfer war:
- Pentillä: 68,70 m (3. Versuch) – 66,86 m (4.) – 65,40 m (2.) – 64,28 m (1.)
- Sippala: 69,80 m (4. Versuch) – 68,14 m (1.) – 62,98 m (2.) – 61,22 m (3.)

An den ersten Europameisterschaften in Turin nahm Penttilä nicht mehr teil. Über seine Platzierungen bei finnischen Landesmeisterschaften ist nichts überliefert.